# Biber post

Logo

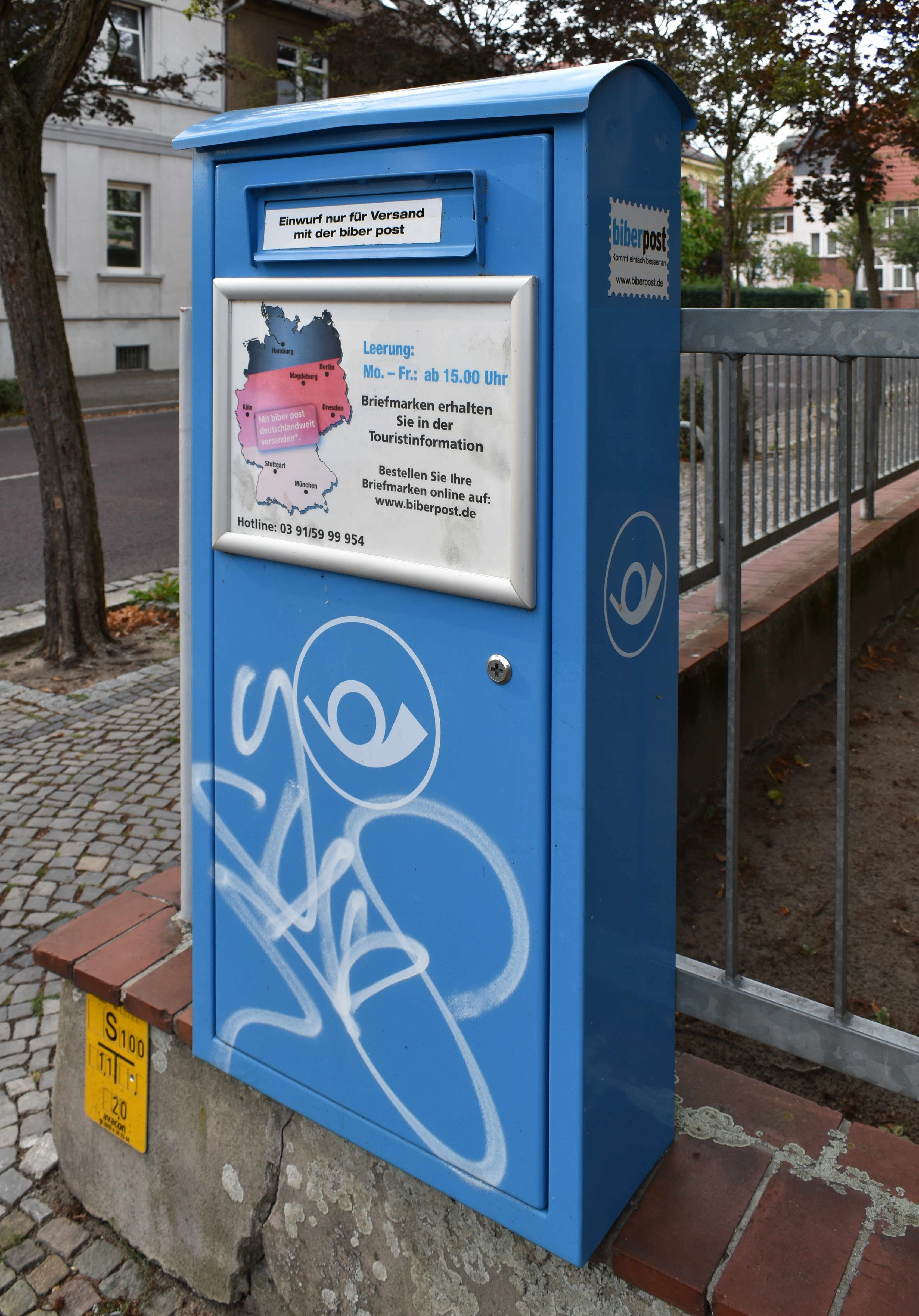
Briefkasten Biber-Post

Die biber post gehört zur Marketing Service Magdeburg KG, einem Unternehmen der Mediengruppe Magdeburg mit Sitz in Magdeburg (Hauptprodukt Volksstimme), die wiederum der Bauer Media Group gehört. Sie ist die Marke für sämtliche Logistik- und Zustelldienstleistungen innerhalb der Mediengruppe Magdeburg. Aktuell stellen für die biber post annähernd 1.100 Vollzeit-Mitarbeiter Postsendungen, die regionale Tageszeitung sowie überregionale Titel zu. Nach eigenen Angaben werden täglich ca. 200.000 Sendungen mit 600 eigenen Zustellfahrzeugen transportiert.

## Zustellgebiet
Die biber post ist seit 2000 im Postmarkt tätig. In den Anfangsjahren konzentrierte sich das Unternehmen ausschließlich auf Geschäftskunden im nördlichen Sachsen-Anhalt. 2004 wurden die PIN AG und die Mitteldeutsche Zeitung Zustellpartner der biber post, wodurch sich das Zustellgebiet auf Brandenburg, Berlin und das südliche Sachsen-Anhalt erweiterte. Durch die Beteiligung an P2 („die zweite Post“) – einem Zusammenschluss zumeist regionaler verlagsgebundener Postdienstleister – konnte das Zustellgebiet auf ganz Deutschland ausgeweitet werden. Inzwischen können Sendungen mit der biber post weltweit zugestellt werden.

## Kunden
Seit 2000 bedient die biber post Geschäftskunden, deren Zahl nach eigenen Angaben (Quelle) ca. 4500 Kunden umfasst. Seit 2005 erweiterte sie das Geschäft auf Privatkunden. Dafür wurden eigene Briefkästen in blauer Farbe aufgestellt. Die Zahl der biber post-Briefkästen beträgt 400 (Stand 2016). Briefe an Adressaten innerhalb des Zustellungsgebiets werden von der biber post beziehungsweise deren Partnern bearbeitet und zugestellt, andere Poststücke werden an die Deutsche Post AG weitergegeben. Seit Dezember 2009 bietet die biber post den Versand von Paketen an.

## Briefmarken
Die erste Briefmarken-Serie der biber post erschien am 1. Juni 2005 unter dem Namen „1200 Jahre Magdeburg“. Auf den vier Briefmarken ist der Magdeburger Dom (0,41 Euro), das Magdeburger Rathaus (0,82 Euro), das Otto-von-Guericke-Denkmal (1,13 Euro) und der Jahrtausendturm (1,74 Euro) abgebildet. Seit 2005 veröffentlicht die biber post regelmäßig Briefmarkenserien, Schmuckbögen und Ersttagsbriefe, vorwiegend mit regionalen Motiven aus Sachsen-Anhalt.